# 小澤奈々花
小澤 奈々花（おざわ ななか、1999年5月27日 - ）は、日本のファッションモデル、元アイドル。
X21の元メンバーである。新潟県阿賀野市出身。オスカープロモーション所属。堀越高校卒業。

## 略歴・人物
- 2012年、第13回全日本国民的美少女コンテストでグランプリを受賞[7]。本選大会の審査ではいきものがかりの「気まぐれロマンティック」を披露した[8]。
- 初仕事は都内のラルフ・ローレン旗艦店オープニングレセプションへのゲスト参加であった[9][10]。
- 2013年、アイドルグループX21の副リーダーに就任。
- 趣味は読書、体を動かすこと、特技はチアダンス[11]。

## 出演

### CM
- リビングギャラリー[12]
  - 新潟白山店オープン編（2014年9月）
  - うちにおいでよ編（2014年12月）
  - リハーサル編（2014年12月）
  - リハーサル編-賃貸まつり-（2015年1月）
  - うちにおいでよ編-賃貸まつり-（2015年1月）

### 広告
- 第87回選抜高等学校野球大会 イメージキャラクター（2015年）[13]
- 日本公認会計士協会　PRポスター[14]
- テレビ朝日映像60周年ブランデッドムービー『離れていても』（主演：山野葵役）

### 雑誌
- ニコラ（2013年4月号 - 2016年5月号、新潮社） - 専属モデル[15]

### ファッションショー
- SHIZUOKA COLLECTION 2015 Autumn/Winter（2015年9月19日、グランシップ）

### 映画
- 真島ミヤビ（2021年）　宮田有紀子監督作品　※短編